# Филиппосьянц, Тигран Теодросович
Тигран Теодросович Филиппосьянц (10 декабря 1904, Ростов-на-Дону — 20 мая 1972, Москва) — профессор, доктор технических наук. Человек, благодаря которому СССР получил свой первый йод и антибиотики. Создатель фармацевтической промышленности СССР.
Разработал метод производства йода с помощью извлечения его из буровых вод. Имеет Правительственные награды, награды ВДНХ, научные труды и запатентованные изобретения, значительно изменившие развитие фармакологии СССР.
Наладил производство медикаментов для Красной Армии. В 1944 г. наладил выпуск 1-го отечественного пенициллина.

## Биография
Родился: 10 декабря 1904 года в г.Ростов-на-Дону. После окончания школы поступил в Донской политехнический институт
В 1930 г. — окончил его по специальности — инженер механик-конструктор и инженер-строитель.
С 1930 по 1939 г.г — под его руководством были спроектированы и построены заводы по производству йода, первые в Советском Союзе.
В 1931 г. — построен первый из шести заводов в Азербайджанской ССР в г. Нефть-Чале.
Филиппосьянц разработал метод извлечения йода из буровых вод, благодаря чему производство йода было налажено. Это позволило за пять лет избавиться от импорта йода в СССР, на что тратилось ежегодно до 2 миллионов рублей золотом.
В 1939 г. — все йодо-бромные заводы переданы Наркомату Химической промышленности.
Тиграна Теодросовича переводят в Москву, где он назначен начальником Главхимфармпрома Министерства здравоохранения СССР.
В 1940 г. — Тигран Теодросович спроектировал и построил вертикальную реторту для получения активированного угля из животной крови.
С 1961 по 1972 г — заведующий Экспериментально-конструкторской лаборатории Всесоюзного научно-исследовательского химико-фармацевтического института им. Орджаникидзе (ВНИХФИ).
Изучал экстракционные и ионно-обменные процессы, создавал новые технологические схемы получения различных лекарственных препаратов (гормонов, витаминов, антибиотиков и пр.).
Создал номограмму для определения числа ступеней равновесия при экстрагировании в системе жидкость — жидкость.
На основании исследовательских работ им были спроектированы промышленные образцы экстракторов Э-5000-ТФ и Э-400-ТФ, которые были внедрены в производство (завод Акрехин, завод им. Карпова и пр.).
В мае 1972 года — Тигран Филиппосьянц скончался и был похоронен на 2 участке Армянского кладбища в Москве.

### Научная деятельность
1. Изобрел метод извлечения йода из буровых вод (Авт. свид. № 42053, 42986, 48228, 56132).
2. Спроектировал и построил вертикальную реторту для получения активированного угля из животной крови (Авт.свид.№ 65008).
3. Под его руководством была построена установка и получен первый советский сухой пенициллин.
4. Сконструировал многоступенчатые горизонтальные противоточные ротационные экстракторы ТФ (Авт. свид. № 121080).
5. Усовершенствовал технологию получения антибиотиков, а так же создал новые технологические схемы получения различных лекарственных препаратов — гормонов, витаминов, антибиотиков и др. (Авт. свид. № 123669, № 169190, № 225855).
6. Создал номограмму для определения числа ступеней равновесия при экстрагировании в системе жидкость — жидкость.
7. Спроектировал промышленные образцы экстракторов Э-5000-ТФ и Э-400-ТФ, которые были внедрены в производство (завод Акрехин, завод им. Карпова и др.)21:37